# Schule an der Gothaer Straße
Das Gebäude der früheren Schule an der Gothaer Straße befindet sich in Bremen, Stadtteil Findorff, Ortsteil Regensburger Straße, Gothaer Straße 60. Das Gebäude wurde 1914 nach Plänen von Baurat Wilhelm Knop und Karl August Oehring errichtet. 
Das Gebäude steht seit 1984 unter Bremer Denkmalschutz.

## Geschichte
Das als Hilfsschule mit 12 Klassenräumen erbaute u-förmige Schulgebäude hat verklinkerte Fassaden und ein Walmdach. Über dem hohen Sockelgeschoss ist es dreigeschossig, die Hauptfassade wird durch einen Mittelrisalit gegliedert. Markant sind die rundbogigen Arkaden mit darüber liegenden Terrassenflächen an der Straßenseite. Das Gebäude nahm nach seiner Fertigstellung Schüler der überfüllten Schule an der Regensburger Straße auf. Der dreigeschossige Anbau mit Flachdach wurde später angefügt.
Aus der Hilfsschule wurde 1930 eine Volksschule; nach 1945 beherbergte das Gebäude eine Grundschule, die später zur am gleichen Schulhof liegenden Schule an der Regensburger Straße gehörte. Bis zum Ende der 1970er Jahre waren auch wieder Sonderschulklassen hier untergebracht. Heute (2018) gehört das Gebäude zur Oberschule Findorff, die auch das Schulgebäuden an der Nürnberger Straße und das Schulgebäude an der Regensburger Straße umfasst.